# Ананенко Олексій Михайлович
Ананенко Олексій Михайлович (нар. 13 жовтня 1959,  Інта, Комі АРСР, РРФСР) — український енергетик, інженер-механік з Чорнобильської АЕС. Ліквідатор наслідків Чорнобильської аварії 1986 року. Один з трьох добровольців, які, ризикуючи життям, запобігли другому можливому вибуху на ЧАЕС. Герой України.

## Життєпис
Народився в селянській сім'ї. 1961 року сім'я переїхала до с. Тулинівка Тамбовської області, де 1977 року Олексій закінчив середню школу.
1977—1983 — навчався в Московському енергетичному інституті за спеціальністю «Атомні електростанції та установки», кваліфікація — інженер-теплофізик.
1983—1989 — оператор та старший інженер-механік у реакторному цеху Чорнобильської АЕС.
1989—1992 — працював в Київському відділенні інституту «Атоменергопроект», де займався розробкою звітів з аналізу безпеки українських АЕС, включаючи розрахункові оцінки наслідків радіаційних аварій.
1993—1994 — працював в науково-технічному центрі з ядерної та радіаційної безпеки начальником лабораторії у відділі розрахункового аналізу теплогідравлічних процесів та ймовірнісного аналізу безпеки АЕС.
1994 — почав працювати в Держатомнагляді України, де працював начальником аварійно-диспетчерського відділу.
1995—2003 — працював в Мінекобезпеки України, адміністрації ядерного регулювання та Мінекоресурсів керівником підрозділу з питань аварійної готовності та реагування.
З квітня 2001 року по 2010 — працював в Державному комітеті ядерного регулювання України, продовжуючи займатися тематикою аварійної готовності та реагування.
В листопаді 2010 — звільнився з посади начальника Інформаційно-кризового управління, достроково вийшов на пенсію як учасник ліквідації наслідків аварії на ЧАЕС.
Листопад 2010 — травень 2011 — тимчасово повернувся на роботу, був начальником відділу міжнародних проектів Державного науково-технічного центру з ядерної та радіаційної безпеки.
З травня 2011 р. працює на посаді директора з інституційного розвитку Асоціації «Український ядерний форум».
2017 року Олексія на пішоходному переході збив автомобіль, після цього він кілька місяців був у комі.
З квітня 2018 року — на пенсії.

## Участь у ліквідації аварії на ЧАЕС
Олексій Михайлович — один з трьох спеціалістів, який в квітні 1986 року займався спуском води з теплоносія четвертого енергоблоку ЧАЕС.
Близько 185 тонн розплавленого ядерного матеріалу зі зруйнованого реактора пропалювали бетонну плиту під реактором. Під ними в басейні-барбатері накопичувалась вода, що використовувалась під час гасіння пожежі в перші дні після аварії. Її об'єм оцінюється в 19 тис. тонн. У випадку, якщо б розплавлена активна зона дісталась води, була висока ймовірність повторного вибуху. Тому було розроблено план: троє спеціалістів (яких відтоді в ЗМІ часто називають водолазами) мали відправитись через затоплені камери четвертого реактора, знайти два запірних клапани й відкрити їх, щоб спустити воду.
Борис Баранов — був начальником зміни станції, приймав рішення, що випорожнювати басейн-барботеру зруйнованого енергоблоку від води будуть три особи: він сам, старший інженер енергоблоку № 3 Валерій Беспалов та старший інженер Олексій Ананенко.
ЗМІ писали про те, що всі троє героїв загинули від променевої хвороби, але це не відповідає дійсності. Всі троє вижили, отримавши некритичні дози опромінення.

## Нагороди
- Звання Герой України з врученням ордена «Золота Зірка» (27 червня 2019) — за героїзм і самовіддані дії, виявлені під час ліквідації аварії на Чорнобильській АЕС[5][6]
- Орден «За мужність» III ст. (25 квітня 2018) — за значний особистий внесок у подолання наслідків Чорнобильської катастрофи, виявлені самовідданість і високий професіоналізм, багаторічну плідну громадську діяльність та з нагоди Міжнародного дня пам'яті про Чорнобильську катастрофу[7]
- Орден «Знак пошани» (СРСР)
- 2005 — нагороджений почесною грамотою Кабміну України за значний особистий внесок у створення Державного комітету ядерного регулювання, розвиток та безпеку ядерної енергетики України